# فابيو باتشيكو
فابيو باتشيكو (بالبرتغالية: Fábio José Ferreira Pacheco) (26 مايو 1988 في البرتغال - ) هو لاعب كرة قدم برتغالي في مركز الوسط. لعب مع نادي فيتوريا سيتوبال.

## وصلات خارجية
- فابيو باتشيكو على موقع قاعدة بيانات كرة القدم.إي يو (الإنجليزية)
- فابيو باتشيكو على موقع Soccerway.com (الإنجليزية)
- فابيو باتشيكو على موقع AS.com (الإسبانية)